# Ручьёвское сельское поселение (Новгородская область)
Ручьевское сельское поселение — муниципальное образование в Крестецком муниципальном районе Новгородской области России.
Административный центр — деревня Ручьи.

## География
Территория сельского поселения расположена в центральной части Новгородской области, к северо-востоку от посёлка Крестцы.
По территории муниципального образования протекают реки Волма с притоком Витца, Яймля.

## История
Ручьевское сельское поселение было образовано в соответствии с законом Новгородской области от 11 ноября 2005 года № 559-ОЗ.

## Население
| 2010 | 2012 | 2013 | 2014 | 2015 | 2016 | 2017 |
| ---- | ---- | ---- | ---- | ---- | ---- | ---- |
| 695  | ↘681 | ↘661 | ↘632 | ↘616 | ↘615 | ↘614 |
| 2021 |      |      |      |      |      |      |
| ↘476 |      |      |      |      |      |      |

## Состав сельского поселения
| №  | Населённый пункт | Тип населённого пункта          | Население |
| -- | ---------------- | ------------------------------- | --------- |
| 1  | Борок            | деревня                         | 76        |
| 2  | Брус             | деревня                         | 10        |
| 3  | Будки            | деревня                         | 0         |
| 4  | Волма            | деревня                         | 34        |
| 5  | Воробьёво        | деревня                         | 12        |
| 6  | Гористница       | деревня                         | 2         |
| 7  | Гряда            | деревня                         | 2         |
| 8  | Дубки            | деревня                         | 12        |
| 9  | Дубровка         | хутор                           | 0         |
| 10 | Жабницы          | деревня                         | 0         |
| 11 | Жары             | деревня                         | 35        |
| 12 | Заречье          | деревня                         | 8         |
| 13 | Зорька           | деревня                         | 19        |
| 14 | Лякова           | деревня                         | 95        |
| 15 | Пехово           | деревня                         | 0         |
| 16 | Подлужье         | деревня                         | 3         |
| 17 | Подсека          | деревня                         | 29        |
| 18 | Ручьи            | деревня, административный центр | 345       |
| 19 | Сухлово          | деревня                         | 13        |
| 20 | Чернещино        | деревня                         | 0         |

## Транспорт
По территории сельского поселения проходит автодорога из Крестец, от федеральной автомобильной дороги «Россия» М10 (E 105) в Окуловку и Боровичи. От автотрассы в деревне Борок есть дорога до Волмы.